# Hydrocarbure non conventionnel
Les hydrocarbures non conventionnels sont les ressources fossiles plus difficiles à exploiter, qui sont recherchées une fois les ressources facilement disponibles exploitées. 
Leur exploitation se fait souvent à des profondeurs de plus en plus grandes (forages à haute-température et haute-pression, dits HT/HP), en mer, ou sous les glaces ou sous le pergélisol, ou encore en zone sismiquement vulnérable (gaz en mer norvégien par exemple). L'exploration, l'exploitation et la fermeture étanche des forages épuisés exigent des techniques autres que celles requises par les puits pétroliers traditionnels, générant des coûts de plus en plus élevés et des technologies supplémentaires : sans retour d'expérience parfois). Elles génèrent aussi de nouveaux risques environnementaux (ces gaz et pétroles sont généralement plus sales car souvent plus acides, parfois très corrosifs, dangereusement riches en H2S et à teneur plus élevée en métaux toxiques, pouvant être source de tartres exotiques, susceptible de mettre en péril les installations comme on l'a constaté par exemple sur le gisement profond d'Elgin-Franklin en mer du Nord. Dans presque tous les cas, les conditions d'exploitation sont de plus en plus difficiles. 
De plus, l'exploitation de ces ressources fossiles contribue à aggraver les contributions à l'effet de serre très fortement liées aux carburants fossiles. 

## Typologie
- Pétrole non conventionnel ; dont :
  - pétrole lourd ; maintenant exploitable en mine à ciel ouvert et/ou à l'aide de produits chimiques et de méthodes nouvelles d'extraction (dont forages gravitationnels assistés par vapeur ; SAGD en anglais),
  - pétrole extra-lourd ; dont l'exploitation en mines à ciel ouvert, à l'aide de produits chimiques et méthodes nouvelles d'extraction est en projet,
  - sables bitumineux, dont le Sable bitumineux de l'Athabasca (Rem : depuis 2008, le pétrole issu des sables bitumineux canadiens tend à être classé parmi les pétroles conventionnels, ce qui a reclassé le Canada à la seconde place mondiale en matière de réserves pétrolières)[1],
  - schistes bitumineux, contenant de l'huile de schiste
  - huile de roche-mère appelée aussi pétrole de schiste.
  - exploitation en mer profonds et/ou en conditions polaires,
- gaz non conventionnel ; dont :
  - gaz de roche-mère (en anglais : shale gas), appelé aussi gaz de schiste,
  - gaz de houille (en anglais : coal bed methane, CBM, ou coal seam methane),
  - gaz de réservoir compact (en anglais : tight gas), parfois classé en hydrocarbure conventionnel[2],
  - gaz de fond de bassin sédimentaire (en anglais : basin centered gas),
  - hydrates de méthane (non encore commercialement exploités faute de « réserves récupérables » et en raison de risques environnementaux, mais dont l'exploitation est envisagée par certains). 
Les ressources situées en bordure de plateau continental peuvent être localisées en zones vulnérables aux effondrements sous-marins ou en zones sismiquement vulnérables,
- certains charbons de mauvaise qualité ;
- certains biocarburants sont parfois classés dans cette catégorie.

## Évolution sémantique
Des gaz et pétroles relativement riches en soufre, autrefois considérés comme « non conventionnels » ont peu à peu changé de statut, de même que la notion de gisement profond (en 1980, une profondeur d'eau excédant 500 m était considérée comme inaccessible alors qu'on atteint aujourd'hui plus de 5 000 m et qu'on envisage de descendre encore plus profondément (pressions très élevées et températures entre 200 et 300 °C). 

## Impacts et risques environnementaux
Ces ressources exigent souvent des forages profonds ou de la chaleur et une électricité, générées actuellement en partie via le fioul et le charbon, lui-même en restriction.
En outre, plus le carbone est « non conventionnel », plus les risques socio-environnementaux et d'accidents (fuites, incendie, explosions, marées noires, blowout] semblent importants. Les déchets chimiques toxiques et en termes de boues de forage sont également en augmentation.
Une étude récente (2019) a confirmé que le développement pétrogazier non conventionnel aux États-Unis se fait via des plateformes à puits multiples (MWP) également installées dans des zones résidentielles et source de pollution sonore et de l'air, ainsi que d'une hausse du trafic routier, lors des quatre phases, de forage, fracturation hydraulique, pompage et production. Des mesures faites autour de 22 puits situés en zone résidentielle au Colorado ont montré que durant ces quatre phases, c'est la fracturation hydraulique qui génère le plus de pollution de l'air (PM2,5 notamment) et le plus grand nombre de camions lourds par heure. Dans tous les cas, le niveau sonore (Leq) dépassait les seuils recommandées (50 dBA et 65 dBC) lors de toutes les phases de développement. Plusieurs facteurs de stress y sont restés constants (24 heures sur 24) pour les riverains[réf. non conforme].
Enfin, les techniques d'injection de CO2 et d'autres déchets dans le sous-sol, parfois présentées comme une solution, sont accusées de pouvoir polluer les nappes et l'air (cas du gaz de schiste aux États-Unis, dénoncé par le film Gasland). Leur fiabilité à moyen et long terme n'est pas non plus démontrée, en particulier dans les zones sismiquement instables ou à la suite de remontées inattendues de pression dans les forages profonds (comme en 2010 avec le blowout de la plate forme d'Elgin dit fuite d'Elgin en mer du Nord).

## Réserves
Les compagnies pétrolières ont estimé que les champs de l'Athabasca et de l'Orénoque représentent deux tiers du total mondial des réserves de pétrole[réf. nécessaire][réf. nécessaire], mais il faut aussi consommer de l'énergie pour l'extraction, qui fait que l'exploitation de ces gisements aurait un impact majeur sur les émissions mondiales de gaz à effet de serre. 